# كاتريونا غراي
كاتريونا إيليسا ماغنايون غراي (بالإنجليزية: Catriona Elisa Magnayon Gray)‏ مذيعة وممثلة وعارضة أزياء ومغنية فلبينية أسترالية ولدت في يوم كيرنز في كوينزلاند في أستراليا لأب أسترالي اسكتلندي وأم فلبينية، تم تتويجها بلقب ملكة جمال الفلبين لسنة 2018 وثم فازت بلقب ملكة جمال الكون لسنة 2018 وألتي أقيمت في بانكوك في تايلند حيث خلفت الجنوب الأفريقية ديمي لاي نيل بيترس، أصبحت رابع فلبينية تتوج باللقب.

## روابط خارجية
- كاتريونا غراي على موقع IMDb (الإنجليزية)
- كاتريونا غراي على موقع ميوزك برينز (الإنجليزية)
- كاتريونا غراي على موقع قاعدة بيانات الفيلم (الإنجليزية)